# VIA Apollo
Die VIA Apollo-Serie von VIA Technologies ist eine Familie von Chipsätzen für PC-Hauptplatinen. Diese Chipsätze sind geeignet für Sockel 5 bzw. Sockel 7 und unterstützen damit eine große Zahl von Prozessoren verschiedener Unternehmen.

## Modelle

### Apollo Master
Der erste Chipsatz von VIA Technologies für den Sockel 5, der Apollo Master (VT82C570M), kam 1995 auf den Markt und wurde vor allem auf sehr günstigen Mainboards verbaut. Der Chipsatz besteht aus dem „System controller“ VT82C575M, dem „PCI bus controller“ VT82C576M und zwei Instanzen des „Data controllers“ VT82C577M, hat also noch nicht die bei späteren Modellen übliche Aufteilung in North- und Southbridge. Der VT82C575M beherbergt den Speichercontroller des Apollo Master. Er unterstützt sowohl FPM-DRAM als auch EDO-DRAM und kann bis zu 512 MB verwalten. Außerdem übernimmt der VT82C575M Aufgaben zur Anbindung des PCI-Busses, nämlich die Umwandlung von 64-Bit-Daten in 32-Bit-Daten und die Kommandogenerierung, und stellt Funktionen zur Realisierung des ISA-Busses bereit. Weitere Funktionsblöcke zur Verwaltung von PCI- und ISA-Bus enthält der VT82C576M. Der Apollo Master unterstützt PCI in der Generation 2.1, als maximale Transferrate zwischen PCI und Systemspeicher wurden vom Hersteller 110 MB/s angegeben. Der VT82C576M verwaltet auch die zwei Kanäle der IDE-Schnittstelle. Die IDE-Schnittstelle des Apollo Master unterstützt über den PIO-Mode 5 Transferraten bis zu 22 MB/s. Die beiden, miteinander verbundenen Instanzen des VT82C577M stellen verschiedene Datenpuffer bereit. Der Verbund ist einerseits an den Hauptprozessor, andererseits an den DRAM, den PCI- und den ISA-Bus angeschlossen. Für die Realisierung eines Taktgenerators, der Echtzeituhr mit CMOS-Speicher, der Plug-and-Play-Steuerung und des Tastaturcontrollers mit PS/2-Maus-Unterstützung wurde von VIA Technologies ein weiterer Chip, nämlich der VT82C416, vorgesehen.

### Apollo VP
Der Apollo VP (VT82C580VP) wurde 1996 vorgestellt und besteht aus dem „System controller“ VT82C585VP, der „PCI-to-ISA-bridge“ VT82C586 und zwei Instanzen des „Data buffers“ genannten VT82C587VP. Der Speichercontroller des VT82C585VP unterstützt neben FPM- und EDO-DRAM auch SDRAM mit 66 MHz Speichertakt.

### Apollo VPX(/97)
Als Neuerung gegenüber dem Apollo VP bietet der 1997 eingeführte Apollo VPX (VT82C580VPX) die Möglichkeit, den Front Side Bus (FSB) asynchron zum PCI-Bus zu betreiben. Damit wurde die Unterstützung für den Cyrix 6x86PR-200+, der einen FSB-Takt von 75 MHz besitzt, verbessert bzw. ermöglicht.
Die Variante Apollo VPX/97 deutet an, dass statt der VT82C586A Southbridge die verbesserte VT82C586B Southbridge verwendet wird und der Chipsatz damit PC-97 kompatibel ist.

### Apollo VP2(/97)
Der ebenfalls 1997 vorgestellte Apollo VP2 ist der erste VIA-Chipsatz, der Northbridge-übliche Funktionen in nur einem Chip, dem „System controller“ VT82C595, vereinigt. Allerdings unterstützt der VT82C595 nur die synchrone Taktung von FSB und PCI-Bus. Die Taktrate des FSB ist daher auf 66 MHz begrenzt.
Für die Variante Apollo VP2/97 wird statt der Southbridge VT82C586A die verbesserte VT82C586B verwendet; sie ist PC-97-kompatibel. Der Apollo VP2/97 wurde von Advanced Micro Devices lizenziert und als AMD 640 verkauft.

### Apollo VP3
Mit AGP 1.0 kann dann der Apollo VP3 aufwarten. Ansonsten entspricht er weitestgehend dem Apollo VP2/97.

### Apollo MVP3

MVP3 Logo

Der 1998 vorgestellte Apollo MVP3 ergänzt die Eigenschaften des Apollo VP3 um einen mit 100 MHz getakteten Front Side Bus und unterstützt damit AMDs Super7-Konzept. Er ist der erste Chipsatz, der die AMD K6-2 und AMD K6-III Prozessoren mit einem FSB von 100 MHz unterstützt. Der Apollo MVP3 besteht aus der Northbridge VT82C598MVP, ergänzt um die Southbridge VT82C586B oder VT82C596(B). Während die Kombination mit VT82C586B vom Hersteller für den Einsatz in Desktop-Computern vorgesehen war, sollte die Kombination mit VT82C596(B) in Notebooks Verwendung finden. Tatsächlich wurde die Southbridge VT82C596(B) jedoch auch auf einigen Hauptplatinen für Desktop-Computer verbaut.

### Apollo MVP4
Der 1999 eingeführte Apollo MVP4 ist einer der ersten IGPs und besitzt einen von Trident Microsystems lizenzierten Blade3D Grafikkern. Ansonsten entspricht er weitestgehend dem Apollo MVP3.

## Modellübersicht
| Ausstattung                  | Apollo Master (VT82C570M)                 | Apollo VP (VT82C580)             | Apollo VPX(/97) (VT82C580VPX)        | Apollo VP2(/97) (VT82C590) | Apollo VP3            | Apollo MVP3                             | Apollo MVP4 IGP   |
| ---------------------------- | ----------------------------------------- | -------------------------------- | ------------------------------------ | -------------------------- | --------------------- | --------------------------------------- | ----------------- |
| Bestandteile:                | VT82C575M, VT82C576M, VT82C577M, VT82C416 | VT82C585VP, VT82C587VP, VT82C586 | VT82C585VPX, VT82C587VP, VT82C586A/B | VT82C595, VT82C586A/B      | VT82C597AT, VT82C586B | VT82C598MVP, VT82C586B oder VT82C596(B) | VT8501, VT82C686A |
| Integrierter Grafikkern:     | —                                         | —                                | —                                    | —                          | —                     | —                                       | Trident Blade3D   |
| Maximaler FSB-Takt:          | 66 MHz                                    | 66 MHz                           | 75 MHz                               | 66 MHz                     | 66 MHz                | 100 MHz                                 | 100 MHz           |
| Unterstützte DRAM-Standards: | FPM, EDO                                  | FPM, EDO, SDRAM                  | FPM, EDO, SDRAM                      | FPM, EDO, SDRAM            | FPM, EDO, SDRAM       | FPM, EDO, SDRAM                         | FPM, EDO, SDRAM   |
| Maximaler DRAM-Ausbau:       | 512 MB                                    | 512 MB                           | 512 MB                               | 512 MB                     | 768 MB                | 768 MB                                  | 768 MB            |
| AGP-Kompatibilität:          | —                                         | —                                | —                                    | —                          | 1.0 (1×, 2×)          | 1.0 (1×, 2×)                            | 2.0 (1×, 2×, 4×)  |
| Southbridge-Verbindung:      | —                                         | PCI                              | PCI                                  | PCI                        | PCI                   | PCI                                     | PCI               |